# Osiedle Ducha
Osiedle Ducha (także Osiedle Widok) – osiedle mieszkaniowe w Katowicach położone we wschodniej części dzielnicy Dąb, przy granicy z Koszutką oraz Wełnowcem-Józefowcem. Znajduje się ona w rejonie ulic: Widok, Błękitnej i ks. P. Ściegiennego. Pierwsza zabudowa na osiedlu powstała w latach 30. XX wieku. Osiedle do powstało przy ówczesnej ulicy Świętego Ducha (obecnie część ul. ks. P. Ściegiennego), od którego pochodzi nazwa osiedla.

## Historia
Osiedle powstało początkowo dla pracowników kopalni „Eminencja” („Gottwald”). W latach 1936–1937 wytyczono pod nie ulicę: Widok, Jasną, Cichą, Dobrą i Błękitną. Początkowo osiedle miało to charakter willowy, a późniejszym czasie zaczęto stawiać na jego terenie budynki wielorodzinne. W drugiej połowie lat 50. XX wieku powstała zabudowa przy ulicy Jasnej i częściowo wzdłuż ulicy Dobrej. W latach 60. XX wieku oddawano do użytku następne budynki przy ulicy Dobrej i Widok. W latach 1963–1965 dla pracowników huty „Baildon” przy ulicy Błękitnej dla nich powstało pięć bloków mieszkalnych i rozpoczęto budowę czterech kolejnych. W latach 1972–1974 powstały budynki przy ulicy Cichej 13, 16 i 17, Jasnej 16 oraz ks. P. Ściegiennego 15, 17, 19 i 21.
W kwietniu 2018 roku na terenie osiedla rozpoczęto budowę budynku mieszkalnego Silesia Widok z 50 mieszkaniami. Na budynku tym zaprojektowano zielony taras na dachu, windę i podziemne garaże.

## Charakterystyka

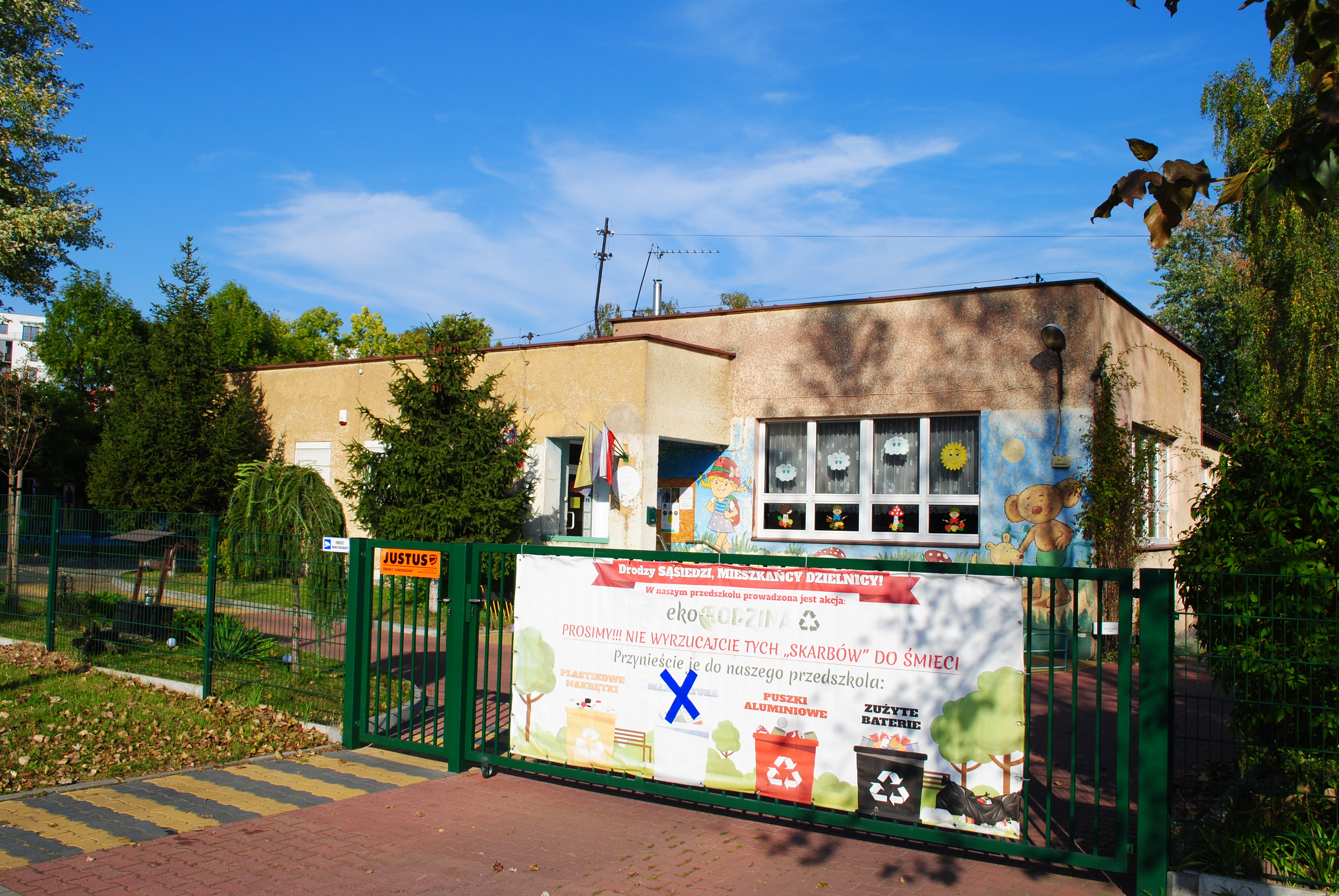
Gmach Miejskiego Przedszkola nr 27 im. Plastusia i Tosi

Osiedle Ducha znajduje się w rejonie ulic: Widok, Błękitnej i ks. P. Ściegiennego w Katowicach, w dzielnicy Dąb. Administratorem budynków na osiedlu Ducha jest Hutniczo-Górnicza Spółdzielnia Mieszkaniowa. Na osiedlu przy ulicy ks. P. Ściegiennego znajduje się placówka Miejskiego Przedszkola nr 27 im. Plastusia i Tosi w Katowicach. Samo zaś przedszkole zostało powołane 1 maja 1945 roku, natomiast do obecnej siedziby zostało przeniesione 19 lutego 1962 roku. Budynek przedszkola został ofiarowany przez pracowników huty „Baildon”. Najbliższy przystanek komunikacji zbiorowej znajduje się przy ulicy J.N. Stęślickiego – Dąb Widok. Według stanu z czerwca 2021 roku zatrzymuje się tu jedna linia autobusowa – 193, łącząca osiedle ze Śródmieściem i os. W. Witosa z jednej strony oraz z Koszutką, Józefowcem i Wełnowcem w drugą stron.